# Карта Б'янко

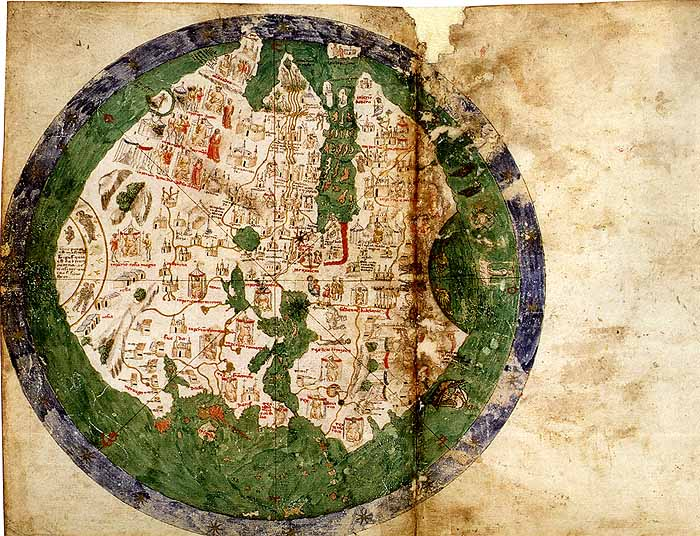
Карта світу (Mappa Mundi) Андреа Б'янко (1436 р.)

Карта Б'янко — карта світу (Mappa Mundi), створена венеційським мореплавцем і картографом Андреа Б'янко в 1436 році.
Карта є частиною Атласу (Atlante Nautico), що включає в себе десять аркушів пергаменту розміром 26×38 см, які були оправлені у XVIII ст.
Перший з аркушів містить «правила користування», дві таблиці і дві інші діаграми.
Наступні листки висвітлюють багато питань, а саме:
- Аркуш 2 — Карта околиць Чорного моря;
- Аркуш 3 — Карта східних берегів Середземного моря;
- Аркуш 4 — Карта околиць центральної частини Середземного моря;
- Аркуш 5 — Карта околиць Іспанії з Португалією, Північну Африку і Атлантичний океан, (Азорські острови, Мадейру, Кабо-Верде і два острови розташовані на захід від Азорських островів, названі «Antillia» та «Satanaxio»);
- Аркуш 6 — Карта північного узбережжя Іспанії, Франція, Фландрія і Британські острови;
- Аркуш 7 — Карта околиць Балтійського моря з Данією і Скандинавією;
- Аркуш 8 — Збірна карта, в меншому масштабі, безліч карт з берегів Європи і Північної Африки;
- Аркуш 9 — кругова карта світу діаметром 25 см;
- Аркуш 10 — Mappa mundi Птолемея в конічній проєкції

Андреа Б'янко співпрацював з іншим венеційським картографом — монахом Фра Мавро під час його роботи над знаменитою картою Фра Мавро від 1459 р. і пізніше був залучений до виготовлення її копій.

## Ресурси Інтернету
- http://www.henry-davis.com/MAPS/LMwebpages/241mono.html [Архівовано 31 березня 2008 у Wayback Machine.]
- http://books.google.com/books?id=s44DAAAAMAAJ&pg=RA2-PA195&lpg=RA2-PA195&dq=satanazio&source=web&ots=aIK_ByD_y0&sig=0tObubT10-Q5D0Afc4p4pz26xxI

## Галерея

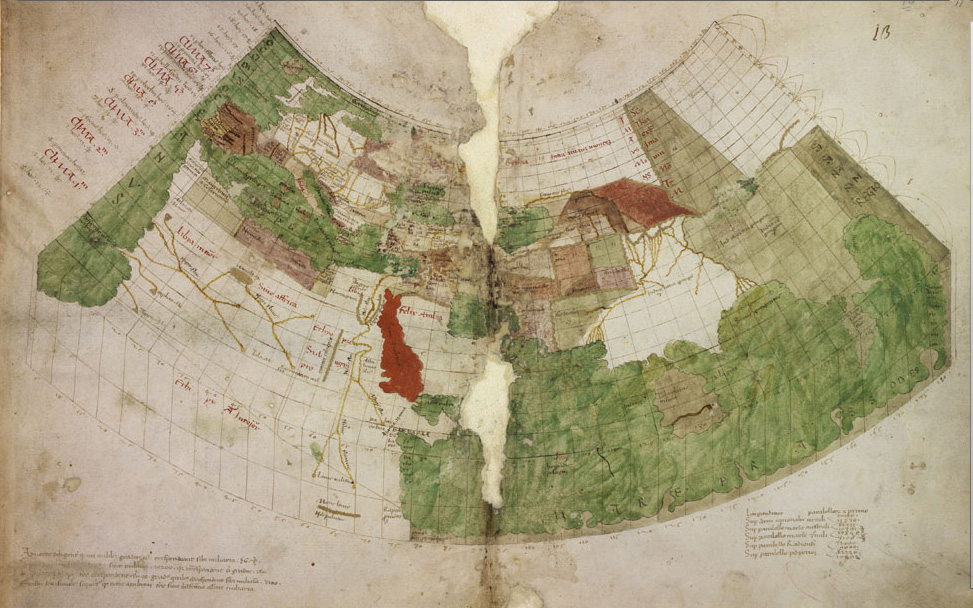
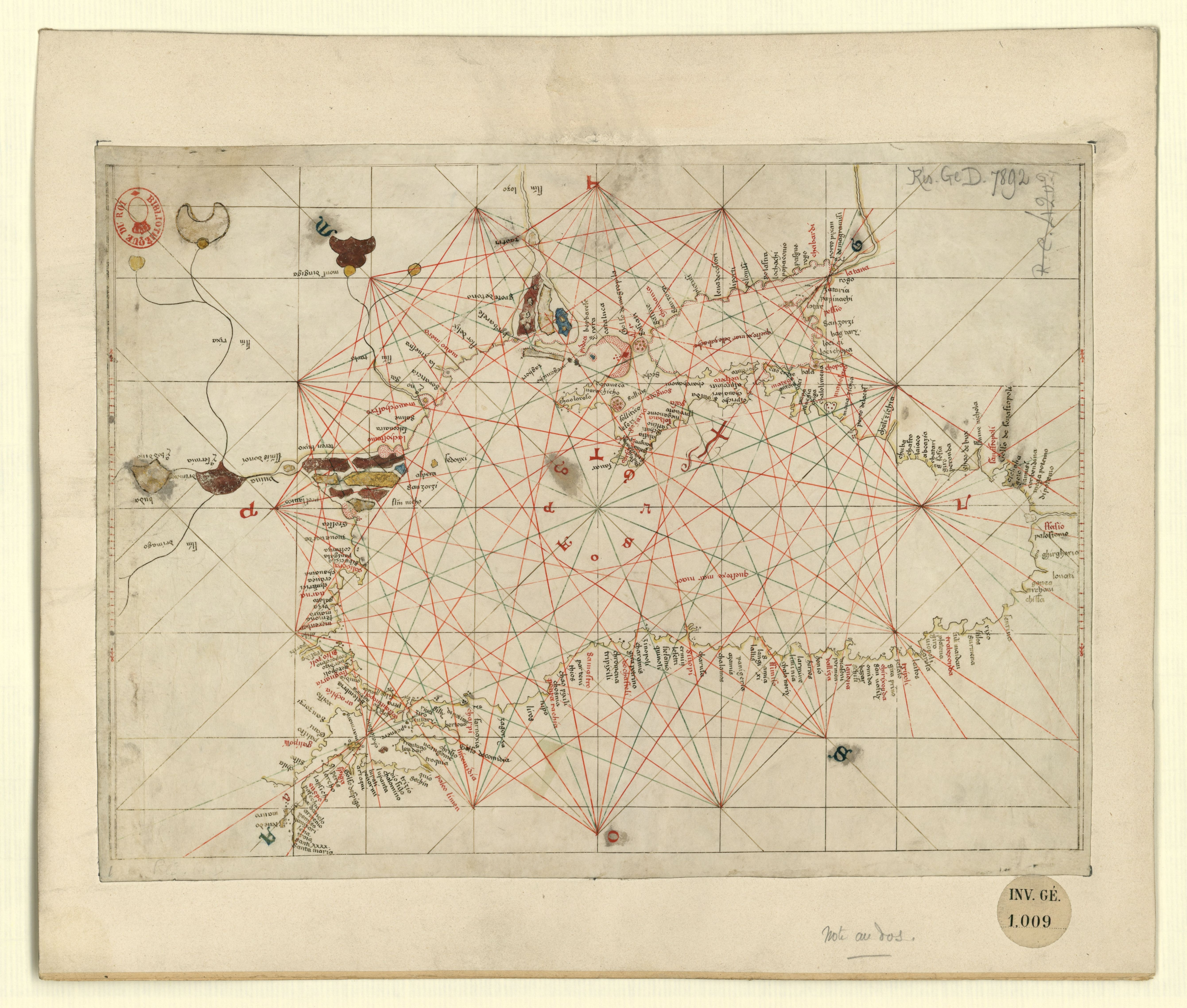
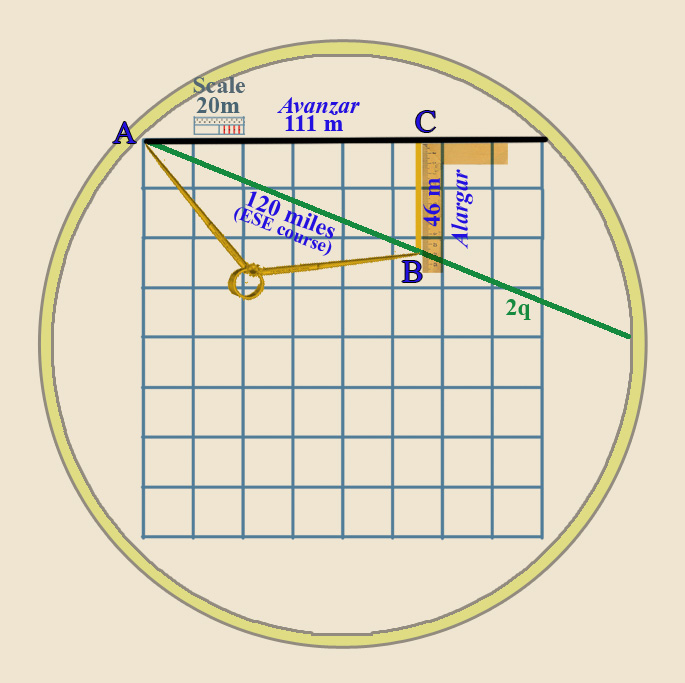
Приклад обчислень за допомогою tondo e quadro